# Pierre-Chaumont Liadières
Pour les articles homonymes, voir Chaumont.

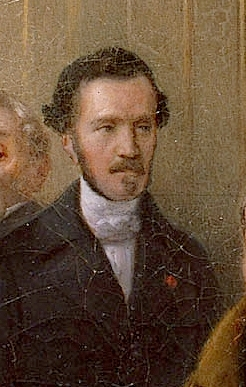
Liadières représenté sur le tableau Andrieux faisant une lecture dans le foyer à la Comédie Française en 1828, François-Joseph Heim, 1847.

Pierre-Chaumont Liadières, né le 28 septembre 1792 à Pau et mort le 17 août 1858 à Paris, est un officier militaire, homme politique et dramaturge français.

## Carrière militaire
Après des études à Pau et à Paris, il entra à l'École polytechnique et en sortit en 1812 dans le génie. Il participa à la campagne de Saxe, assista à la bataille de Leipzig, fut nommé lieutenant en 1813 et fait prisonnier en 1814. Durant les Cent-Jours, il servit dans l'armée du Nord. Pendant la seconde Restauration, il resta quelque temps sous la surveillance de la police, puis reprit du service en 1818 avec le grade de capitaine du génie à Bayonne, Grenoble, Saint-Omer et Amiens.

## Carrière politique
Il était en garnison à Paris lorsque éclata la Révolution de 1830. Il se battit sur les barricades et fut nommé officier d'ordonnance de Louis-Philippe. Très bien vu à la Cour, il fut élu député du cinquième collège des Basses-Pyrénées (Orthez) en remplacement de Pierre-Firmin Lestapis, démissionnaire. Il représenta à la Chambre le « parti de la cour ». Il fut constamment réélu, jusqu'à la fin du règne de Louis-Philippe : le 21 juin 1834, le 4 novembre 1837, le 2 mars 1839, le 9 juillet 1842 et le 1er août 1846. Il prit fréquemment la parole et fit partie d'un grand nombre de commissions. Chaque année il discutait l’adresse, et soutenait la politique conservatrice beaucoup plus que les ministres eux-mêmes n’osaient le faire. Ses discours étaient pimpants, divertissants, vifs, sautillants, interrompus et pourtant écoutés.
Pierre-Chaumont Liadières devint officier de la Légion d'honneur en 1837, chef de bataillon du génie en 1841, conseiller d'État en service extraordinaire en 1846. Après la Révolution de Février, il resta fidèle au gouvernement et se consacra exclusivement à la littérature et à la poésie.

## Œuvre
Liadières, qui s’est toujours occupé de littérature, a débuté, en 1820, dans la carrière dramatique, aspirant toute sa vie aux palmes académiques, auxquelles il ne put jamais atteindre. Sa vie littéraire est assez étrange. Sous la Restauration, il orna de ses vers les arcs de triomphe et les transparents d’Amiens, lorsque Charles X vint visiter cette ville, mais c’est par une tragédie, Frédéric et Conradin, représentée à l’Odéon en 1820, que commença sa carrière dramatique. Encouragé par ce succès, le même théâtre vit, en 1821, un Jean sans Peur, et en 1824, Jane Shore, sur laquelle on fit un abominable calembour. Mécontent du calembour en question, l’auteur de Frédéric et Conradin passa les ponts et alla frapper à la porte du Théâtre-Français où, en ce temps-là, les médiocrités étaient reçues avec enthousiasme. On y joua sa quatrième tragédie, Walstein, naturellement plus classique que les autres. Ces travaux l’ayant mis en évidence et fait remarquer, il fut élu député après les Trois Glorieuses. S’étant jeté dans le parti conservateur, il devint officier de la maison du roi et conseiller d’État. Dans cette haute position, il n’abdiqua pas un seul instant la scène.
Conservateur en politique, il fut également conservateur classique et inonda pendant quinze ans la Comédie-Française de ses nombreuses œuvres, reçues pour la plupart, mais enfouies à jamais dans les cartons. Il n’était pas joué parce que, fonctionnaire dévoué, il craignait les attaques de la presse, qui ne le ménageait guère, parce que cette production d’un officier du château au milieu des passions du parterre et du journalisme, gênait les ministres. Cette position hétéroclite a fait le malheur de la vie de ce dramaturge en l’empêchant d’arriver à l’Académie. En voyant les faiblesses et les erreurs de son parti, il lui vint un jour la pensée d’écrire dans le genre comique, et il conçut une pièce qu’il intitula : les Bâtons flottants, dans laquelle il cherchait à peindre les mœurs constitutionnelles françaises. Craignant cette fois les hommes de son parti, il fit présenter la pièce par un homme de paille, M. Hippolyte Bis. Mais Buloz avait appris au ministère que l’œuvre était de lui, et elle fut dès lors reçue avec enthousiasme et distribuée aux acteurs. Cette fois ce fut l’auteur qui, conseillé par ses amis, arrêta l’affaire aux répétitions. On lui avait fait entrevoir une disgrâce auprès du roi.
Après la Révolution de 1848, lorsqu’on joua les Bâtons flottants, le 24 juin 1851, toute opportunité étant passée, la pièce n’avait désormais aucune portée : aussi n’obtint-elle pas le succès. La même crainte de se compromettre vis-à-vis du ministère guida encore Liadières, lorsqu’en 1847, il fit recevoir aux Français une comédie en cinq actes, intitulée : la Tour de Babel. Ce fut Samson qui lut la pièce : pleine d’esprit, de mots piquants et de vivacité, elle fut reçue avec joie et montée de suite, mais, lorsque la première représentation arriva, on fut obligé de nommer Anatole Bruant comme auteur. Il était, en outre, l’auteur d’un poème dithyrambique, Dioclétien aux Catacombes de Rome, qui lui valut une couronne académique de l’Académie d’Amiens, dans sa séance publique du 26 août 1824. Il a fait aussi quelques chansons. On lui en a attribué une, qui eut un certain succès, contre le gouvernement de la république de 1848. En 1849 il fit paraitre une brochure acerbe : Dix mois et dix-huit ans, dans laquelle il compare le gouvernement républicain au gouvernement constitutionnel. En 1851, il réimprima ses Œuvres littéraires, et en 1855, il a fait paraitre des Souvenirs historiques et parlementaires qui contiennent, outre sa brochure de 1849, ses discours et des portraits qu’il appelle « profils parlementaires ».
Toute la vie de Lidières se résume dans de perpétuelles hésitations. Lorsque, poursuivant toujours son rêve académique, il demanda au Théâtre-Français la représentation de la Suède délivrée, celui de ses ouvrages qui est incontestablement le meilleur. Empis accéda à cette demande, et les répétitions commencèrent. Beauvallet, chargé du rôle de Gustave Wasa, annonçait devoir s’y montrer avec un grand éclat, lorsque de nouvelles hésitations s’emparèrent de l’auteur, qui demanda un ajournement. En 1856, il brigua la succession du comte Molé à l’Académie française, mais fut battu par Alfred de Falloux. Liadières est ainsi mort à l’âge de soixante-six ans, simple chef de bataillon en retraite. La carrière politique, dans laquelle il n’est pas parvenu, a tué sa carrière littéraire.

## Réception
Émile Lefranc, dans son Histoire élémentaire et critique de la littérature XVIIIe et XIXe siècles, publié en 1841 dit de lui :

« On applaudit la facilité de la versification et la clarté du style ; mais on regrette que ces qualités ne soient pas relevées par plus d’éclat, de force et de hardiesse. »

## Publications

### Théâtre
- Conradin et Frédéric, tragédie en 5 actes, 1820.
- Jean sans-peur, comédie en 5 actes, 1821.
- Jane Shore, tragédie en 5 actes, 1824 [donnée à Paris, au Second Théâtre-français le 2 avril 1824].
- Walsten, tragédie en 5 actes inspirée de Schiller, 1829.
- Les Bâtons flottants, comédie en 5 actes et en vers [donnée à Paris, au Théâtre Français le 24 juin 1851.
- Dioclétien aux catacombes de Rome, poème dithyrambique sur les consolations de la religion, couronné par l’Académie d’Amiens, dans sa séance publique du 26 août 1824.

### Ouvrages politiques
- Dix mois et dix-huit ans, Paris, 1849.
- Souvenirs historiques et parlementaires (1791-1848), Paris, 1855.